# فریسکو (پنسیلوانیا)
فریسکو (به انگلیسی: Frisco) یک منطقهٔ مسکونی در ایالات متحده آمریکا است که در پنسیلوانیا واقع شده‌است. فریسکو ۲۸۳٫۴۷ متر بالاتر از سطح دریا واقع شده‌است.